# Hongkong na Letnich Igrzyskach Olimpijskich 1952
Hongkong na Letnich Igrzyskach Olimpijskich 1952 reprezentowało czworo zawodników – dwóch mężczyzn i dwie kobiety. Był to pierwszy start reprezentacji Hongkongu na igrzyskach olimpijskich.

## Mężczyźni
- Cheung Kin Man
  - 100 m stylem dowolnym
  - 400 m stylem dowolnym
  - 1500 m stylem dowolnym

- Sonny Monteiro
  - 100 m stylem dowolnym
  - 400 m stylem dowolnym
  - 1500 m stylem dowolnym

## Kobiety
- Cynthia Eager
  - 100 m stylem dowolnym
  - 400 m stylem dowolnym

- Irene Kwok
  - 200 m stylem grzbietowym